# Kumpir

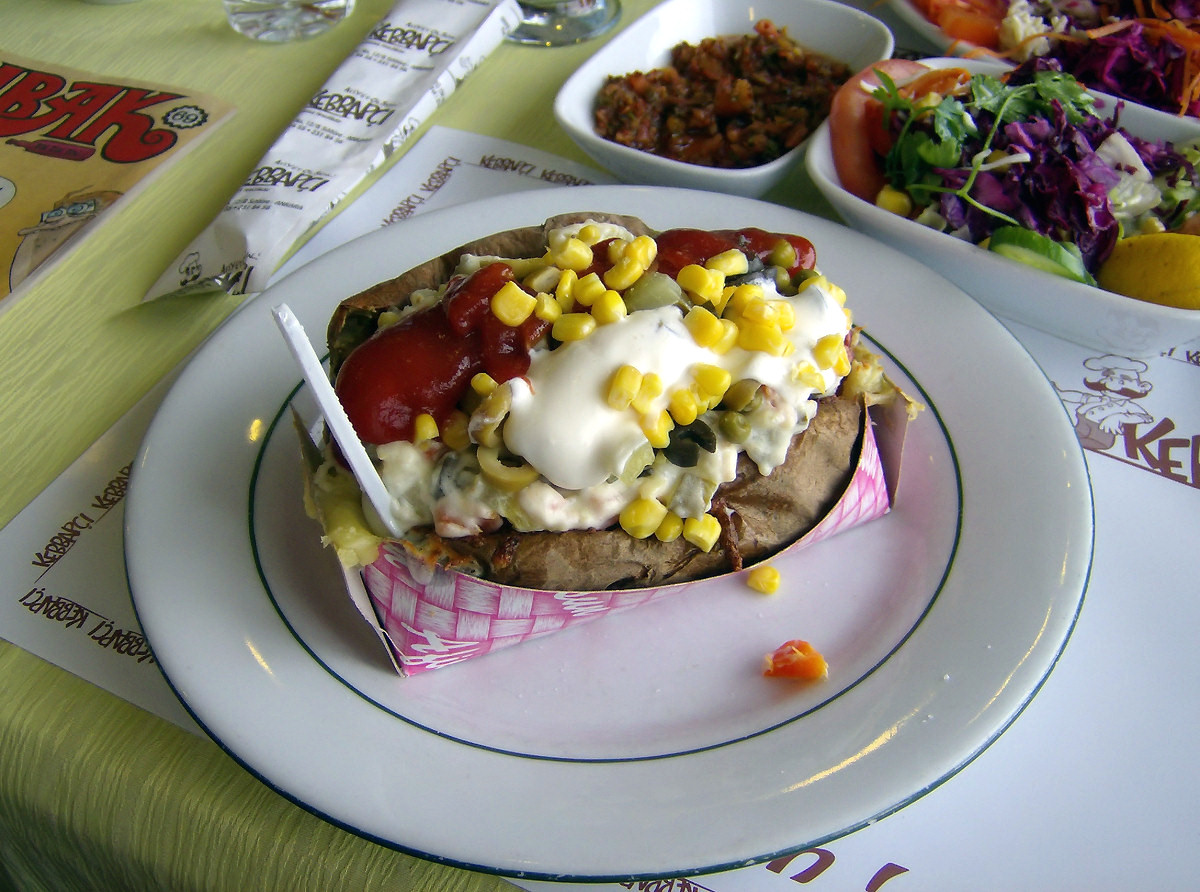
Kumpir.

Le kumpir est une spécialité turque de restauration rapide. Il est très largement répandu dans les Balkans (en turc : kumpir ; en serbe : krompir ; en croate : krumpir ; en macédonien : kompir).
Ce mets consiste en une pomme de terre assez grosse, enveloppée de papier aluminium et cuite au four, puis fourrée d'ingrédients divers.
La pomme de terre est coupée en deux et sa chair est mélangée avec du beurre et du fromage (fromage kasseri, au lait de brebis à l'origine, mais on utilise aussi la mozzarella). Divers ingrédients sont aussi ajoutés : carottes, maïs, olives, petits pois, champignons, cornichons, tzatzíki, chou rouge, ainsi que mayonnaise, ketchup et sauce chaude au poivre.